# 139-й меридіан західної довготи
139-й меридіан західної довготи — лінія довготи, що лежить на 139 градусів західніше Гринвіцького меридіана. Вона проходить від Північного полюса через Північний Льодовитий океан, Північну Америку, Тихий океан, Південний океан та Антарктиду до Південного полюса.
139-й меридіан західної довготи формує велике коло разом із 41-шим меридіаном східної довготи.

## Список географічних об'єктів, що перетинає 139° зх. д.
Починаючи на Північному полюсі та рухаючись до Південного полюса, 139-й меридіан західної довготи проходить через:
| Координати                                                   | Країна, територія або море | Примітки |
| ------------------------------------------------------------ | -------------------------- | --- |
| 90°0′ пн. ш. 139°0′ зх. д. / 90.000° пн. ш. 139.000° зх. д.  | Північний Льодовитий океан | |
| 73°57′ пн. ш. 139°0′ зх. д. / 73.950° пн. ш. 139.000° зх. д. | Море Бофорта               | |
| 69°38′ пн. ш. 139°0′ зх. д. / 69.633° пн. ш. 139.000° зх. д. | Канада                     | Юкон — проходить через острів Гершел |
| 69°34′ пн. ш. 139°0′ зх. д. / 69.567° пн. ш. 139.000° зх. д. | Море Бофорта               | Затока Маккензі[en] |
| 69°26′ пн. ш. 139°0′ зх. д. / 69.433° пн. ш. 139.000° зх. д. | Канада                     | Юкон Британська Колумбія — приблизно на 2 км |
| 59°59′ пн. ш. 139°0′ зх. д. / 59.983° пн. ш. 139.000° зх. д. | США                        | Аляска |
| 59°16′ пн. ш. 139°0′ зх. д. / 59.267° пн. ш. 139.000° зх. д. | Тихий океан                | Проходить західніше острова Фату-Хуку[en], Французька Полінезія |
| 9°42′ пд. ш. 139°0′ зх. д. / 9.700° пд. ш. 139.000° зх. д.   | Французька Полінезія       | Проходить через острів Хіва-Оа |
| 9°49′ пд. ш. 139°0′ зх. д. / 9.817° пд. ш. 139.000° зх. д.   | Тихий океан                | Проходить східніше острова Тахуата[en], Французька Полінезія Проходить західніше острова Мохотані[en], Французька Полінезія Проходить західніше атола Пука-Пука[en], Французька Полінезія Проходить східніше атола Акіакі[en], Французька Полінезія Проходить західніше атола Вахітахі, Французька Полінезія Проходить західніше острова Нукутавахе[en], Французька Полінезія Проходить східніше атола Вайраатеа, Французька Полінезія Проходить східніше атола Ванавана, Французька Полінезія |
| 21°51′ пд. ш. 139°0′ зх. д. / 21.850° пд. ш. 139.000° зх. д. | Французька Полінезія       | Проходить через атол Муруроа |
| 21°53′ пд. ш. 139°0′ зх. д. / 21.883° пд. ш. 139.000° зх. д. | Тихий океан                | Проходить західніше атола Фангатауфа, Французька Полінезія |
| 60°0′ пд. ш. 139°0′ зх. д. / 60.000° пд. ш. 139.000° зх. д.  | Південний океан            | |
| 75°12′ пд. ш. 139°0′ зх. д. / 75.200° пд. ш. 139.000° зх. д. | Антарктида                 | Проходить через Землю Мері Берд, на яку жодна країна не претендує |